# Meripilaceae
Meripilaceae es una familia de hongos perteneciente al orden Polyporales. Esta familia fue descrita por el micólogo suizo Walter Jülich en 1982 con Meripilus como género tipo. Una estimación del año 2008 incluye en ella 7 géneros y 57 especies.

## Géneros
- Grifola
- Henningsia
- Hydnopolyporus
- Meripilus
- Physisporinus
- Pseudonadsoniella [4]
- Rigidoporus